# Danilovskij rajon (Oblast' di Volgograd)
Il Danilovskij rajon (in russo Даниловский район?) è un rajon dell'oblast' di Volgograd, in Russia, il cui capoluogo è Danilovka. Istituito nel 1967, ricopre una superficie di 2.960 chilometri quadrati.